# 二徐真君
二徐真君，又稱二徐真人、徐仙、灵济真人、洪恩真人、洪恩真君等，生前是南唐的兩名藩王，江王徐知証、饒王徐知諤，死后演变为道教俗神，在福州地区有一定影响。

## 簡介
二徐真人信仰始于公元946年，现存最早相关文献为《灵济祖庙记》和《灵济宫记》，约是南宋时期撰写，福建方志均沿袭其中说法。宋代时此信仰得到初步发展，民间奉其为地方守护神，职能众多，庙宇也增多、增大。